# ورزشگاه کرکلیس
ورزشگاه کرکلیس (انگلیسی: Kirklees Stadium) یک ورزشگاه فوتبال در هادرزفیلد، انگلستان است.
این ورزشگاه که در سال ۱۹۹۴ تأسیس شده دارای ۲۴٬۵۰۰ نفر ظرفیت می‌باشد.

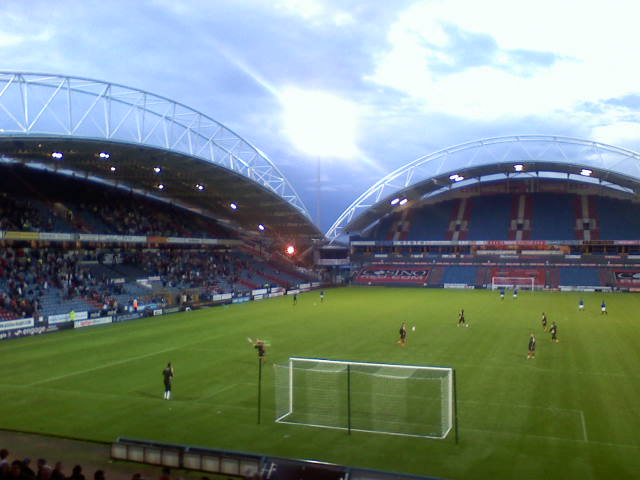